# Даниїл (Мусатов)
Даниїл (в миру Димитрій Михайлович Муса́тов; 1810, Орловська губернія — 17 (29) червня 1855) — ректор Катеринославської духовної семінарії, професор Київської духовної академії, архімандрит Російської Православної церкви в добу Російської імперії.

## Біографія
Син священика Орловської єпархії. Після закінчення курсу в Нижньогородській духовній семінарії (не Орловської, як зазначено в більшості джерел, оскільки в зазначено інше, а в є всього один випускник із такими ім'ям і прізвищем, і то який закінчив після смерті архімандрита), як один з кращих її вихованців, в 1831 році вступив в Санкт-Петербурзьку духовну академію.
Зразкову поведінку молодого студента і його відмінні успіхи були причиною того, що в 1835 році прямо з академічної лави, 25-річний юнак, зведений в ступінь магістра богослів'я, був призначений в Калузьку духовну семінарію інспектором і професором філософських наук. Читаючи своїм вихованцям уроки зовнішньої філософії, молодий наставник водночас прагнув знайти і собі наставника, що привело його до Оптиної Пустині. Близьке духовне спілкування з цими подвижниками мали рішучий вплив на все його подальше життя і діяльність. Зі старцем Макарієм Івановим він вів постійне листування, був духовним сином, учнем і другом ігумена Антонія Путилова.
Незважаючи на свою схильність до духовного життя, він, слідуючи повчанням святих Отців, не поспішав приймати чернечий образ, бажаючи краще випробувати себе. Тільки 1 грудня 1840 на 31-му році свого життя, був пострижений в чернецтво з ім'ям Данило, і услід за тим, 6 грудня, висвячений в сан ієродиякона, а 8 грудня і в ієромонахи.
До цього періоду його життя належить більшість його проповідей. Семінарське начальство водночас доручило йому викладати вихованцям Семінарії катехізичне вчення у недільні і святкові дні, а через два роки, 6 жовтня 1842 року, він був переміщений на клас Святого Письма і пов'язаних із ним предметів.
Перебуваючи на посаді в Калузі інспектором духовної семінарії, o. Данило нерідко у вільний час із посохом мандрівника відвідував особливо улюблені свої обителі — Оптину Пустинь, Малоярославецький Чорноостровський монастир та інші.
20 вересня 1843 року він був звільнений, за його проханням від посади інспектора Калузької духовної семінарії, яка завдавала багато турбот. Невідомо, що спонукало його відмовитися від цієї посади, але можна з великим ступенем імовірності припускати, що обов'язки інспектора були дуже важкі для ченця-подвижника, відрізнявся притому, за свідченням його формуляра, «добротою серця». Старанне проходження покладених на нього посад не було залишене без уваги і з боку начальства: 28 травня 1839 року через академічне правління йому була висловлена подяка Святійшого Синоду: в 1842 році — він нагороджений набедреником, а в 1846 році, імператор Микола I подарував йому золотий наперсний хрест. Цей знак уваги з боку монарха він прийняв як нагадування про подвиг терпіння, і покладання його на перси — як спонукання любити «від щирого серця розіп'яту за нас Любов».
У 1847 році о. Данило мав залишити Калугу. 31 жовтня був призначений у Київську духовну академію екстраординарним професором богословських наук.
У 1850 році призначений інспектором академії, визначений членом цензурного комітету, що знаходився при цій академії, і слідом за тим, в тому ж році, 30 жовтня, зведений в сан архімандрита митрополитом Київським і Галицьким Філаретом Амфітеатровим.
За ревне виконання покладених на нього обов'язків в 1851 його благословив Святійший синод.
У 1852 році він був призначений ректором Катеринославської духовної семінарії.
Помер 17 червня 1855 року, раптово захворівши на холеру, на 45-му році народження.
Дотримуючись обітниці вільних злиднів, він не залишив після себе жодного майна, і був похований за рахунок товаришів і учнів, що глибоко шанували його, а семінарський комісар, бідний вільновідпущений, поставив дерев'яний хрест на могилі свого небагатого начальника.